# Рава Мазовјецка
Рава Мазовјецка (пољ. Rawa Mazowiecka) град је у Пољској у Војводству лођском. По подацима из 2022. године број становника у месту је био 16 090.

## Становништво
| 2012.  | 2022.  |
| ------ | ------ |
| 17 819 | 16 090 |

## Партнерски градови
- Њирбатор
- Босковице